# Кереть (село)
Ке́реть — упразднённое село в Лоухском районе Карелии. Находится в устье реки Кереть на Карельском берегу Белого моря.

## Название
Название села, вероятно, происходит от саамского слова «гиера» — верхушка, макушка, верховье реки или от саамского «керет» — кережка (саамские сани в виде лодки).

## История
Первые поселения в устье реки Кереть появились в среднем мезолите (6970 ± 200 лет назад).
Возникновение Керети относят к концу XV — началу XVI вв. Здесь проходил торговый путь из Поморья в Швецию.
Историком Соловецкого монастыря Досифеем поселение Кереть упоминается в связи с произошедшим в 1542 году землетрясением.
Важнейшим промыслом Поморья в XVI в. было солеварение: по данным писцовых книг, в 1563 году в Керети работало 44 соляные варницы. К этому году в Керетской волости было 60 крестьянских дворов с населением около 570 человек, 8 мельниц и один торговый амбар.

Также заметное место занимала добыча слюды-мусковита. Генрих Штаден в «Записках о Московии» писал (ранее 1576 года, точная датировка отсутствует): 
Кереть — река и незащищенный посад. Люди кормятся там от стекла, которое добывается из земли. Оно разрывается на тонкие листы (dunne gerissen), а потом из него делают окна; на русском языке это называется слюда (Sluda)
Добывался в волости и жемчуг в незначительных количествах.
В XVI веке Кереть становится вотчиной Соловецкого монастыря, в ней возводится укреплённый острожец.
В 1568 (по другим сведениям, в 1570) село подверглось разорению в ходе так называемого «Басаргина правежа» — погрома московским карательным отрядом опричника Басарги Леонтьева селений северо-западного Беломорья. «Правёж» был проведён по указу Ивана Грозного в результате неправедного иска (в сумме 450 руб.) богатых двинских промышленников Бачуриных к жителям села Варзуга.
В сентябре 1589 года финский отряд Пекки Весайнена разорил Кереть. В 1590 году отряд регулярной армии шведов численностью 700 человек сжег Кереть повторно. Чтобы дать возможность оправиться от разорения, Керетская волость была на два года освобождена от торговых пошлин и земских повинностей.
В 1730 году академическая астрономо-геодезическая экспедиция, работавшая под руководством экстраординарного академика Петербургской академии наук Луи Делиля де ла Кройера, определила географические координаты Керети.
В 1772 году, обследуя побережье Белого моря, Кереть посетил академик Петербургской Академий наук Иван Иванович Лепёхин. Дневниковые записи и рапорты Лепёхина об этой части путешествия считались утраченными, но были обнаружены в архивах в 1934 году.
В начале XVIII века в Керети имелось волостное отделение Кольской таможни. Таможенный пост в Керети просуществовал более двух веков и был упразднён приказом НКВиТ только с 1926 года.

В 1837 году Кереть посетил финский фольклорист Элиас Лённрот. В своем дневнике он писал: 
Основной промысел жителей Керети — рыболовство. Начиная с середины марта до конца мая через Кереть тянутся обозы. Едут люди в Кандалакшу и оттуда к Ледовитому океану на рыбную ловлю и зверобойный промысел. Рыбак за сезон может заработать 100—200 рублей. Они либо работают для себя, либо нанимаются. В более состоятельных домах имеется от 300 до 1000 сельдянок (бочонков), которые продают в Архангельске по рублю за сельдянку
В июне 1854 года, во время Крымской войны, в Керети высадился английский десант на 3 гребных судах. Англичане не тронули само село, но сожгли казённые постройки: соляные амбары и винный магазин. Из 3020 пудов соли местные жители успели спасти только 200 пудов.
В XIX в. ведущими стали рыбный и зверобойный промыслы. В 1895 году Кереть располагала одним паровым, 10 парусными и 6 промысловыми судами. Сёмги на продажу ловилось около 300 пудов, и продавалось скупщикам на месте по цене от 8 до 12 рублей за пуд. Сельди в Керети ловили около 10000 бочонков в год. В селе располагалось волостное управление, работали мировой судья, становой пристав, сельский врач, лесничий и таможенный чиновник, имелась школа.
Во второй половине XIX века в Олонецкой губернии большое развитие получили лесозаготовки.
В 1881 (по другим данным — в 1890) году местные купцы братья Савины основали на острове Средний при входе в Керетскую бухту Белого моря вблизи посёлка лесопильный завод («Торговый дом „Братья Савины“»), село стало промышленным и экономическим центром. Здесь соединялись морские пути из Мурманска и Архангельска. В 1918 году завод Савиных был национализирован и действовал до конца 1960-х годов, закрыт в связи с истощением окрестной лесосырьевой базы. На керетском кладбище сохранились надгробия Ф. В. Савина и А. Ф. Савина.
По сведениям Архангельского губернского продовольственного комитета, в ноябре 1918 года в Керети было 139 дворов, населенных 448 жителями обоего пола, школа, санитарный пункт, церковь и почтово-телеграфное отделение. К 1935 году население выросло до 1121 человека.
С 1932 г. действовала автобусная линия от станции Лоухи до Керети. В 1930-е годы была организована водная линия Чупа-Кереть, ходил пассажирский мотобот «Боевик» из Чупы. В 1960—1970-е годы действовала водная линия Беломорско-Онежского пароходства Чупа — Чкалово — Кереть — Картеж — Кереть — Чкалово — Чупа, обслуживаемая теплоходом «Навага», имелась летняя посадочная площадка Кереть.
В 1933 году в Керети был организован рыболовецкий колхоз «Красный рыбак». В селе работал клуб, 8-летняя школа, больница, пекарня, магазин, библиотека.
По данным переписи 1959 года Кереть имела статус посёлка городского типа и население 1085 человек.
В конце 1960-х гг. рыбный промысел стал приходить в упадок. Колхоз «Красный рыбак» был расформирован и закрыт лесозавод. В дальнейшем по распоряжению властей в селе закрыли школу, больницу, магазин, пекарню, библиотеку. Был ликвидирован Керетский сельский совет. Население было расселено в Лоухи, Чупу и Кемь.
В 1975 году на территории бывшего керетского лесозавода на острове Среднем была организована биологическая станция Санкт-Петербургского государственного университета. В 1976 году на ней прошли практику первые студенты. Станция пережила сложный период 1990-х годов, однако сохранилась и функционирует по настоящее время.
Сегодня село представляет собой десяток дачных домиков и полуразрушенных изб. Летом в Керети проживают немногочисленные дачники.
Действует часовня св. Георгия Победоносца, построенная в 2005 году на месте утраченного храма, в котором пребывали мощи св. Варлаама Керетского.
| 1959 |
| ---- |
| 1085 |

## Известные уроженцы Керети
Кереть — место духовного подвига святого Варлаама Керетского , жившего в XVI в. и почитаемого как спасителя на море. Его тело было погребено в селе близ церкви Святого великомученика Георгия. Поморы приезжали сюда, чтобы почтить его память.
В Керети родился и вырос сказитель Матвей Коргуев, член Союза писателей СССР, кавалер ордена «Знак почёта».

## Прочие сведения
Имя села носил пароход «Кереть» (год постройки — 1910, мощность машины — 825 сил).
В настоящее время существует грузовой теплоход «Кереть» (1994 г.).
Керети посвящены стихи Дмитрия Сухарева.